# Amphoe Phlapphla Chai
Amphoe Phlapphla Chai (Thai: อำเภอพลับพลาชัย) ist ein Landkreis (Amphoe – Verwaltungs-Distrikt) der Provinz Buri Ram. Die Provinz Buri Ram liegt in der Nordostregion von Thailand, dem so genannten Isan. 

## Geographie
Benachbarte Distrikte (von Süden im Uhrzeigersinn): die Amphoe Prakhon Chai, Amphoe Mueang Buri Ram, Krasang der Provinz Buri Ram sowie Amphoe Prasat in der Provinz Surin.

## Geschichte
Phlapphla Chai wurde am 1. April 1989 zunächst als „Zweigkreis“ (King Amphoe) eingerichtet, indem fünf Tambon vom Amphoe Prakhon Chai abgetrennt wurden. Am 4. Juli 1994 wurde er zum Amphoe heraufgestuft.

## Verwaltung

### Provinzverwaltung
Der Landkreis Phlapphla Chai ist in fünf Tambon („Unterbezirke“ oder „Gemeinden“) eingeteilt, die sich weiter in 67 Muban („Dörfer“) unterteilen.
| Nr. | Name        | Thai   | Muban | Einw.  |
| --- | ----------- | ------ | ----- | ------ |
| 1.  | Chan Dum    | จันดุม   | 18    | 10.442 |
| 2.  | Khok Khamin | โคกขมิ้น | 15    | 09.456 |
| 3.  | Pa Chan     | ป่าชัน   | 10    | 06.066 |
| 4.  | Sadao       | สะเดา  | 13    | 09.849 |
| 5.  | Samrong     | สำโรง  | 11    | 08.228 |

### Lokalverwaltung
Es gibt zwei Kommunen mit „Kleinstadt“-Status (Thesaban Tambon) im Landkreis:
- Phlapphla Chai (Thai: เทศบาลตำบลพลับพลาชัย)
- Chan Dum (Thai: เทศบาลตำบลจันดุม)

Außerdem gibt es vier „Tambon-Verwaltungsorganisationen“ (องค์การบริหารส่วนตำบล – Tambon Administrative Organizations, TAO):
- Khok Khamin (Thai: องค์การบริหารส่วนตำบลโคกขมิ้น)
- Pa Chan (Thai: องค์การบริหารส่วนตำบลป่าชัน)
- Sadao (Thai: องค์การบริหารส่วนตำบลสะเดา)
- Samrong (Thai: องค์การบริหารส่วนตำบลสำโรง)